# Théorème de Bombieri-Vinogradov
Ne doit pas être confondu avec Théorème de Vinogradov.
En mathématiques, le théorème de Bombieri-Vinogradov est un résultat majeur de la théorie analytique des nombres, obtenu dans le milieu des années 1960. Il fut nommé ainsi en l'honneur de Enrico Bombieri et Askold Ivanovitch Vinogradov,, qui publièrent sur un sujet lié, l'hypothèse de densité, en 1965.
Ce résultat est une application majeure de la méthode du grand crible (en), qui se développa rapidement dans le début des années 1960, à partir du travail de Yuri Linnik deux décennies plus tôt. Outre Bombieri, Klaus Roth a travaillé dans ce domaine.

## Énoncé
Soit A un nombre réel positif quelconque. Alors
{\displaystyle \sum _{q\leq Q}\max _{y\leq x}\max _{1\leq a\leq q \atop (a,q)=1}\left|\psi (y;q,a)-{y \over \varphi (q)}\right|=o\left(x^{1/2}Q(\log x)^{5}\right)\,}
si
{\displaystyle x^{1/2}\log ^{-A}x\leq Q\leq x^{1/2}\,}.
Ici, {\displaystyle \varphi (q)\,} est l'indicatrice d'Euler, qui est le nombre de termes pour le module q, et
{\displaystyle \psi (x;q,a)=\sum _{n\leq x \atop n\equiv a\mod q}\Lambda (n)\,}
où {\displaystyle \Lambda } désigne la fonction de von Mangoldt. 
Une description informelle de ce résultat est qu'il concerne le terme d'erreur dans le théorème de Dirichlet sur les progressions arithmétiques, pris en moyenne sur les modules q variant jusqu'à Q. Pour un certain intervalle de valeurs de Q, qui vaut environ {\displaystyle {\sqrt {x}}\,} si nous négligeons les facteurs logarithmiques, l'erreur moyenne est presque aussi petite que {\displaystyle {\sqrt {x}}\,}. Ceci n'est pas vraiment évident, et sans faire la moyenne, c'est environ de la force de l'hypothèse de Riemann généralisée.